# Herman Gielen
Herman Gielen (Merksem, 20 maart 1939) is een Belgisch voormalig sportbestuurder en politicus voor N-VA.

## Levensloop
Gielen werd omstreeks zijn 16e actief in het korfbal als lid van Koninklijke Kwik KC. Later werd hij actief bij de Koninklijke Belgische Korfbalbond (KBKB), alwaar hij in 1989 Livin Van Den Breede opvolgde als voorzitter. Onder zijn bestuur vond de spelhervorming naar het 'twee-vakken-veld' plaats. Na acht jaar werd hij aan het hoofd van de KBKB opgevolgd door Jean-Claude Ghillebert. Ook was Gielen in deze sport actief op internationaal niveau. Zo was hij onder meer vice-voorzitter van de Internationale Korfbal Federatie (IKF).
Van beroep was Gielen werkzaam als kaderlid bij Stork MEC, een onderneming actief in onder meer de scheepsherstelling. Later werd hij politiek actief bij de N-VA. Voor deze partij werd hij bij de lokale verkiezingen van 2012 verkozen tot districtsraadslid te Merksem en vervolgens aangesteld tot districtsschepen van sport en senioren in een coalitie van zijn partij met sp.a en Groen. Een functie die hij uitoefende tot de lokale verkiezingen van 2018. Bij deze verkiezingen was hij lijstduwer. Hij zetelde nog tot juni 2020 in de districtsraad, waarna hij aldaar werd opgevolgd door Johan Builaert.